# Neomarica
Genre
Neomarica est un genre végétal de plantes rhizomateuses de la famille des Iridaceae. Il comprend des plantes des régions tropicales et subtropicales d'Amérique centrale et Amérique du Sud la plupart originaires du Brésil. Ce sont des plantes herbacées vivaces qui se propagent par rhizomes. Les feuilles sont très semblables à celles des Iris, de 30 à 60 cm de longueur sur 1 à 4 cm de largeur, selon l'espèce considérée. Ils produisent des jolies fleurs odorantes qui se fanent rapidement.
Vers la fin du XXe siècle, les analyses phylogénétiques conduisent à distinguer parmi les Iridacées la tribu des Trimezieae, qui inclut les Neomarica et les genres connexes que sont Trimezia et Pseudotrimezia, souvent confondus. En 2018, les recherches sont toujours en cours pour déterminer les espèces et leur affectation dans ces différents genres.

## Description

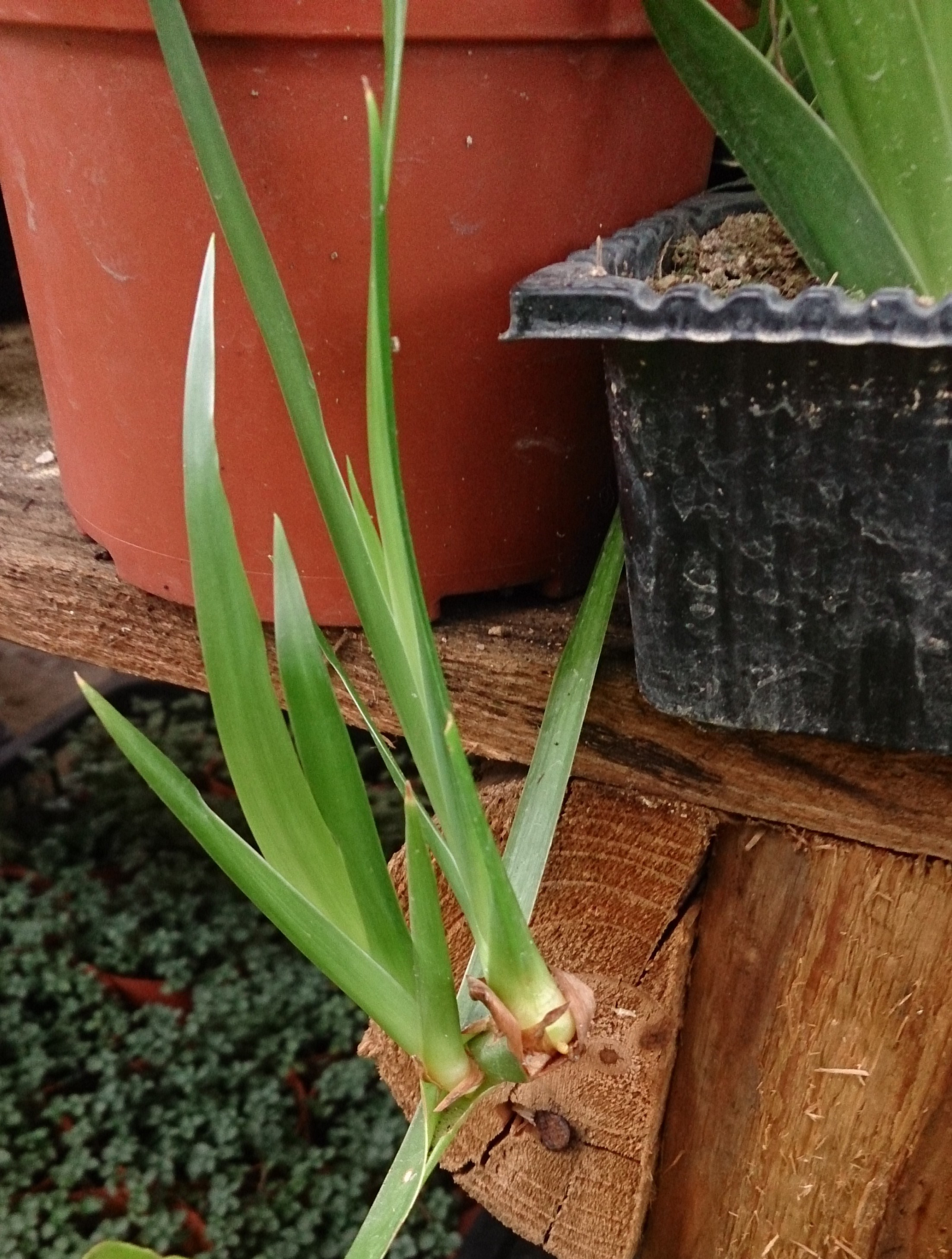
L'« Iris marcheur » (The Walking Iris) nommé ainsi car il se marcotte lui-même.

Les fleurs émergent de ce qui semble être simplement une autre feuille, mais est en réalité un pédoncule structuré de façon à ressembler aux autres feuilles. Elles font de 5 à 10 cm de diamètre, et ressemblent fortement aux fleurs d'Iris. Après pollinisation, une nouvelle plantule apparaît au niveau de l'endroit où la fleur avait vu le jour et la tige continue de s'allonger. Le poids de la plantule va faire plier la tige vers le sol, permettant à la plantule de placer ses nouvelles racines à distance de la plante mère. Cette particularité lui a valu le nom de Walking Iris, « Iris marcheur ». Son autre nom commun anglais, Apostles plant (« Plante des Apôtres ») vient de la légende que la plante ne fleurit pas tant qu'elle n'a pas au moins 12 feuilles, le nombre d'apôtres de Jésus.

## Liste d'espèces
Selon ITIS :

Neomarica northiana

- Neomarica northiana (Schneev.) Sprague

### Autres
- Neomarica caerulea
- Neomarica capitellata
- Neomarica caulosa
- Neomarica fluminensis
- Neomarica gracilis
- Neomarica imbricata
- Neomarica longifolia
- Neomarica nitida
- Neomarica paradoxa
- Neomarica portosecurensis
- Neomarica rotundata
- Neomarica rupestris
- Neomarica sabini
- Neomarica silvestris
- Neomarica variegata